# Berecz Antal
Berecz Antal (Boldog, 1836. augusztus 16. – Budapest, 1908. szeptember 14.) pedagógus, földrajz-és természettudós.

## Életpályája
1836. augusztus 16-án született a Heves vármegyei Boldogon. A pesti kegyesrendiek főgimnáziumában végzett, s 1853-ban a piarista rendbe lépett. 1856-ban Magyaróváron, 1857-től Nagybecskereken tanított. 1858-ban a bécsi egyetemen továbbképezte magát a fizikai és matematikai tudományok terén, mely két év alatt a bécsi természettani intézet egyik legszorgalmasabb tagja volt. 1860-ban Kolozsvárra helyezte a rendje, s itt annyira közkedveltté vált, hogy 1864. évi elhelyezésekor a búcsúztatások „szinte tüntetésszámba mentek.” Ekkor Pálffy József és János grófok nevelőjévé jelölte ki a rendje. 1866-tól a piaristák pesti főgimnáziumában tanított. Carl Vogt magyarországi látogatásakor az üdvözlők és felolvasásainak hallgatói között foglalt helyet, s ez rendjében visszatetszést szült. Eljárásuk oda vezetett, hogy 1871-ben kilépett a rendből, de megmaradt a tanári pályán. Előbb a nőképző egyesület és nőiparegyesület iskolájában, majd pedig a  budapesti evangélikus főgimnáziumban helyezkedett el. Közben 1872 és 1873 folyamán másfél évig a budapesti állatkert igazgatói állását töltötte be. 1874-ben az országos középiskolai tanáregyesület őt választotta elnökévé, mely tisztségbe évről évre ismét megválasztották (1888-ban is, az ismertető írásának idejében).
Az 1875-ben megnyílt budapesti m. kir. állami felsőbb leányiskola első tanárai közé tartozott, majd amikor Molnár Aladár 1878-ban az intézet igazgatásától megvált, a kormány őt jelölte ki az intézet élére, majd a nőnevelés terén kifejtett tíz évi munkássága eredményeképp, 1884-ben a magyarországi felső leányiskolák főfelügyelőjévé nevezték ki.

## Munkássága
Pedagógiai munkássága mellett természettudományos tevékenységet is folytatott. 1868–1878 között alapítója és szerkesztője volt a Természet című folyóiratnak, amely a természettudományok népszerűsítését szolgálta, titkára volt a Természettudományi Társulatnak, és 1872-ben néhány társával, köztük Hunfalvy Jánossal, Vámbéry Árminnal és Xantus Jánossal megalapította a Magyar Földrajzi Társaságot, annak első főtitkára és a Földrajzi Közlemények első szerkesztője lett (1872–1904), s képviselte a társaságot 1881-ben a velencei nemzetközi földrajzi kongresszuson, 1883-ban a német geográfusok frankfurti, 1884-ben a müncheni s 1886-ban a drezdai országos ülésén.

## Munkái
- A mennyiségtani földrajz elemei (Budapest, 1868)
- Az ó- és az újvilág összehasonlítása (Budapest, 1884)
- A csillagászati földrajz elemei (Budapest, 1886)